# Leysse de Novalaise
La Leysse de Novalaise (ou ruisseau de la Laysse ou bien ruisseau de Pra Long) est une rivière jurassienne située dans le département français de la Savoie en région Auvergne-Rhône-Alpes. Il s'agit du principal tributaire du lac d'Aiguebelette.

## Géographie

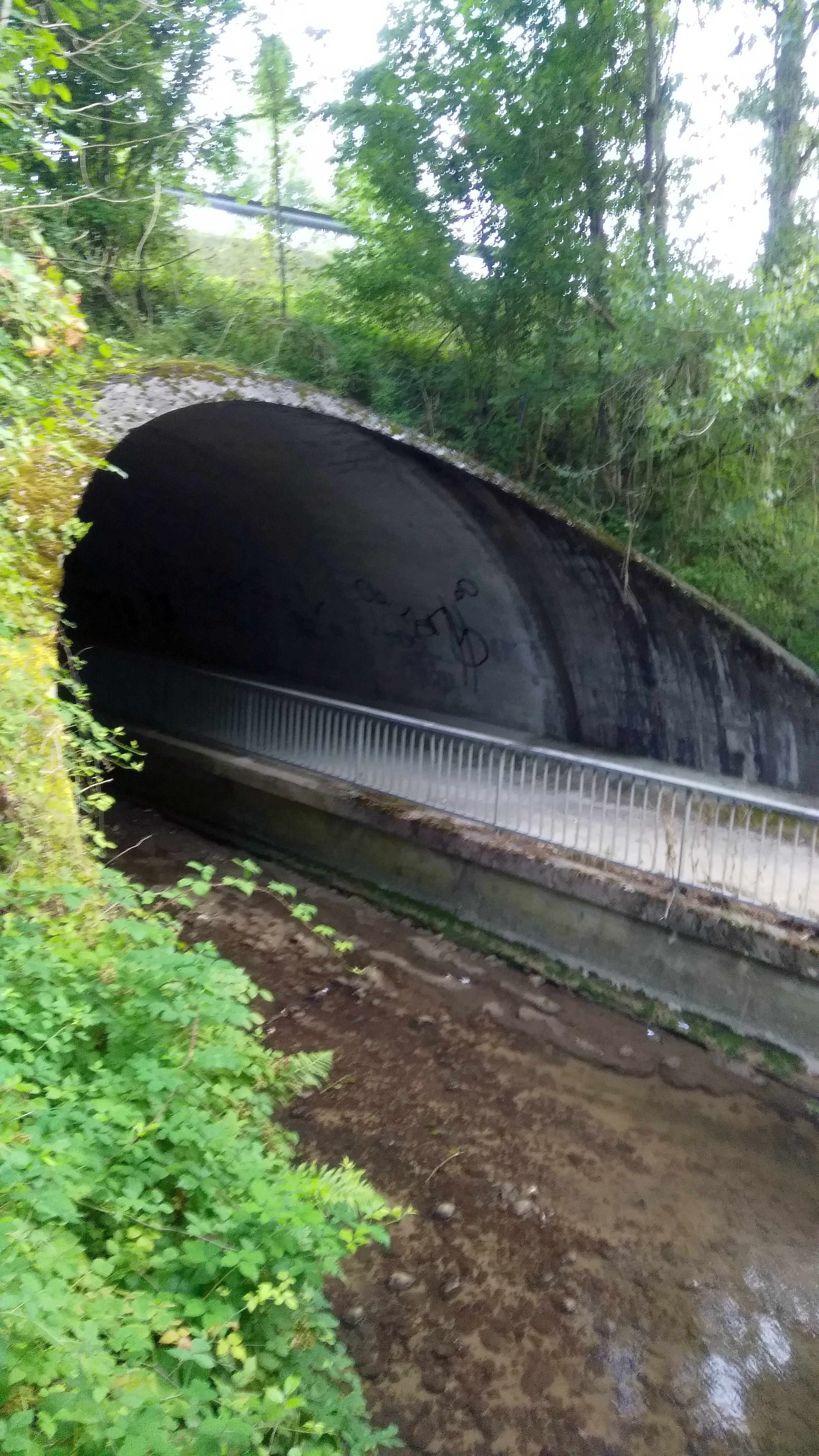
Passage de l'autoroute A43

De 7,1 km de longueur, la Leysse est constituée par l'union de plusieurs ruisseaux venant du mont du Chat (massif jurassien) et des collines qui entourent le village de Novalaise. L'un d'entre eux, le ruisseau de Pra Long, est considérée par la SANDRE la branche principale de la rivière. La Laisse  draine ensuite une petite vallée entre Novalaise et Nances et termine sa course en se jetant dans le lac d'Aiguebelette peu après avoir été dépassée par l'Autoroute A43. On peut la considérer comme un sous-affluent du Rhône.
Son bassin versant couvre pour sa part une superficie de 7,05 km2.

## Communes traversés
Dans le seul département de la Savoie, la Leysse traverse quatre communes: Gerbaix, Novalaise, Marcieux et Nances.

## Affluents
- Ruisseau de la Bertinière
- Ruisseau des Bottières
- Ruisseau de la Palud
- Ruisseau du Commun